# Kultúra Pápai Tanácsa
A Kultúra Pápai Tanácsa (latinul: Pontificium Consilium de Cultura, olaszul: Pontificio Consiglio della cultura) a Római Kúria egyik dikasztériuma (hivatala). Célja az evangélium és a különböző kultúrák közti párbeszéd előmozdítása. II. János Pál pápa alapította 1982-ben, 1993-ban összeolvadt a Nem Hívőkkel Való Párbeszéd Pápai Tanácsával.

## Előzmény
A II. Vatikáni Zsinatot követően a katolikus egyház egyre nagyobb figyelmet fordított a világ különböző pontjain jelenlévő kultúrák megszólítására, és a modern, közömbös társadalommal való kapcsolódási pontok kiépítésére.

### Nem Hívőkkel Való Párbeszéd Pápai Tanácsa
E folyamatok eredményeképp hozta létre VI. Pál pápa 1964. május 19-én a Nemhívők Titkárságát. Ennek feladata alapvetően az ateizmus vizsgálata, és a nemhívőkkel való párbeszéd előmozdítása volt. 1988-tól pápai tanácsként működött. 1993-ban II. János Pál pápa egyesítette a Kultúra Pápai Tanácsával.

## Alapítása és feladatköre
1982. május 20-án alapította meg II. János Pál, feladata ekkor alapvetően a püspöki konferenciákkal, nemzetközi és nemzeti szervezetekkel és kulturális intézményekkel való együttműködés, valamint a tudományok és művészetek támogatása volt, a közjó és az evangelizáció elősegítése érdekében. 1993-tól nemhívőkkel folytatott párbeszéd is a dikasztérium hatáskörébe tartozott, mely ekkortól két részleggel működött: Hit és kultúra és a Dialógus a kultúrákkal. Azóta további részlegekkel bővült, jelenleg hat működik (Tudomány és Hit, Sport, Digitális Kultúra, Humán Tudományok). 2012-ben XVI. Benedek pápa Pulchritudinis fidei kezdetű motu propriójával az Egyházi Kulturális Javak Pápai Bizottságát is a Tanácsba olvasztotta.

## Szervezet
A Kultúra Pápai Tanácsa élén egy elnök áll, bíborosi rangban. Az ő munkáját egy titkár és egy altitkár segíti. A titkár általában felszentelt püspök, az altitkár áldozópap. A plenáris ülésekre általában kétévente kerül sor, de a Tanács tagjai ezen kívül egyéni tanácsokkal is segítik a működést.
| Fénykép | Név, beosztás                              | Országa       | Kinevezés dátuma    |
| ------- | ------------------------------------------ | ------------- | ------------------- |
|         | Gianfranco Ravasi bíboros elnök            | Olaszország   | 2007. szeptember 3. |
|         | Paul Tighe titkár                          | Írország      | 2017. október 28.   |
|         | Melchor Sánchez de Toca y Alameda altitkár | Spanyolország | 2004. április 14.   |

## Elnökök
- 1982–1988: Gabriel-Marie Garrone
- 1988–2007: Paul Poupard
- 2007-    : Gianfranco Ravasi